# Dušan Šakota
Dušan Šakota (in serbo Душан Шакота?; Belgrado, 22 aprile 1986) è un cestista serbo naturalizzato greco.
È figlio di Dragan Šakota, allenatore che si stabilì in Grecia nel 1990, quando sedette sulla panchina del PAOK Salonicco.

## Carriera
Cresce nelle giovanili dell'AEK Atene, restandovi fino al 2003 quando il padre lascia la panchina della prima squadra. Šakota firma quindi il suo primo contratto da professionista con il Panathinaikos. Qui rimane per quattro anni senza però trovare molto spazio, e così nel 2007-08 va a farsi le ossa in prestito al Panionios per un anno: la squadra si fa strada in campionato fino ad arrivare alle semifinali scudetto, mentre l'apporto medio del giocatore è pari a 11,3 punti e 4,3 rimbalzi a partita.
Una volta ritornato alla casa madre gioca un'altra stagione con il Panathinaikos ma il suo impiego continua a essere limitato, con 11 minuti di media. Nonostante i numerosi successi ottenuti con i biancoverdi in campo nazionale e continentale, nell'estate 2009 Šakota in scadenza di contratto decide di lasciare il club ateniese per approdare in Italia alla Scavolini Spar Pesaro, dove è stabilmente nel quintetto titolare.
Il 25 aprile 2010 nel corso del match esterno contro Teramo si scontra fortuitamente col playmaker avversario Giuseppe Poeta, ma durante la notte seguente si sente male e viene operato d'urgenza all'intestino. Nella giornata di martedì 27, a seguito di un'emorragia interna, viene nuovamente operato e viene indotto in stato di coma farmacologico.
Si è poi ripreso e nel 2011-12 ha militato nel BC Ostenda, e successivamente si è trasferito all'Enisey Krasnojarsk. Nell'estate 2012 è stato ingaggiato dalla Pallacanestro Varese.
A Varese gioca una buona stagione aiutando la squadra ad ottenere il 1º posto in stagione regolare. Diventa assoluto protagonista nei playoff in gara-6 della semifinale contro la Montepaschi Siena quando con le squadre in parità a 62 centesimi dalla fine sulla rimessa da fondo campo infila un canestro che regala la vittoria a Varese che così pareggia la serie ed espugna Siena dopo 7 anni dall'ultima sconfitta casalinga nei play-off.

## Palmarès

### Squadra
- Coppa Intercontinentale: 1

AEK Atene: 2019
- Campionato greco: 5

Panathinaikos: 2003-04, 2004-05, 2005-06, 2006-07, 2008-09
- Coppa di Grecia: 5

Panathinaikos:	2004-05, 2005-06, 2006-07, 2008-09
AEK Atene: 2017-18
- Eurolega: 2

Panathinaikos: 2006-07, 2008-09
- Basketball Champions League: 1

AEK Atene: 2017-18

### Individuale
- Basketball Champions League Second Best Team

AEK Atene: 2016-17, 2017-18
- Greek League Co-Newcomer of the Year (2004)
- Greek League Most Improved Player of the Year (2008)